# Strenice
Strenice jsou obec v okrese Mladá Boleslav ve Středočeském kraji. Rozkládá se asi sedm kilometrů jihozápadně od Mladé Boleslavi. Žije zde 198 obyvatel.

## Historie
První písemná zmínka o obci pochází z roku 1352.

## Obyvatelstvo
| Rok            | 1869 | 1880 | 1890 | 1900 | 1910 | 1921 | 1930 | 1950 | 1961 | 1970 | 1980 | 1991 | 2001 | 2011 | 2021 |
| -------------- | ---- | ---- | ---- | ---- | ---- | ---- | ---- | ---- | ---- | ---- | ---- | ---- | ---- | ---- | ---- |
| Počet obyvatel | 400  | 511  | 511  | 525  | 532  | 482  | 451  | 331  | 316  | 292  | 200  | 164  | 162  | 185  | 200  |
| Počet domů     | 63   | 68   | 72   | 72   | 77   | 77   | 83   | 87   | 80   | 76   | 67   | 89   | 89   | 93   | 91   |

## Obecní správa
Od 1. ledna 1980 do 23. listopadu 1990 k obci patřily Niměřice, Pětikozly a Rokytovec.

### Územněsprávní začlenění
Dějiny územněsprávního začleňování zahrnují období od roku 1850 do současnosti. V chronologickém přehledu je uvedena územně administrativní příslušnost obce v roce, kdy ke změně došlo:
- 1850 země česká, kraj Jičín, politický i soudní okres Mladá Boleslav;[7]
- 1855 země česká, kraj Mladá Boleslav, soudní okres Mladá Boleslav;[7]
- 1868 země česká, politický i soudní okres Mladá Boleslav;[7]
- 1939 země česká, Oberlandrat Jičín, politický i soudní okres Mladá Boleslav;[8]
- 1942 země česká, Oberlandrat Praha, politický i soudní okres Mladá Boleslav;[9]
- 1945 země česká, správní i soudní okres Mladá Boleslav;[10]
- 1949 Pražský kraj, okres Mladá Boleslav;[11]
- 1960 Středočeský kraj, okres Mladá Boleslav.[12]

### Obecní symboly
Znak obce je historický, vlajka byla obci udělena rozhodnutím předsedy Poslanecké sněmovny Parlamentu České republiky dne 6. června 2017.

## Společnost
V městysi Strenice (přísl. Veliké Horky, 451 obyvatel, katol. kostel) byly v roce 1932 evidovány tyto živnosti a obchody: 3 hostince, krejčí, půjčovna mlátičky, 2 mlýny, pekař, pletárna, pokrývač, řezník, sedlář, 2 obchody se smíšeným zbožím, 3 švadleny, tesařský mistr, trafika, 2 truhláři, Státní velkostatek Veliké Horky, obchod s velocipedy.

## Doprava
Do vesnice vedou silnice III. třídy. Železniční trať ani stanice na území obce nejsou. Nejblíže je železniční zastávka Krnsko (jen pro osobní dopravu) ve vzdálenosti pět kilometrů ležící na trati 070 v úseku mezi Neratovicemi a Mladou Boleslaví. Nejbližší železniční stanicí (pro veškerou dopravu) je Mladá Boleslav hlavní nádraží ve vzdálenosti sedm kilometrů ležící na křížení tratí Praha–Turnov, Mladá Boleslav – Stará Paka, Mladá Boleslav – Mělník a Mladá Boleslav – Nymburk.
V minulosti Strenicemi vedla železniční trať Chotětov–Skalsko. Zrušená železniční trať byla jednokolejná regionální trať, původně vlečka. Provoz na vlečce byl zahájen roku 1881, veřejná osobní doprava byla provozována od roku 1897. Přepravní zatížení trati vlaky pro cestující bylo minimální, jednalo o dva či tři páry osobních vlaků denně. Osobní doprava byla zastavena roku 1970, trať zrušena roku 1974.
V obci měly zastávku v pracovních dnech června 2011 autobusové linky Mšeno-Mladá Boleslav (6 spojů tam, 7 spojů zpět), Mladá Boleslav-Doubravička (5 spojů tam i zpět) (dopravce ČSAD Střední Čechy) a Mladá Boleslav-Bezno-Benátky nad Jizerou (2 spoje zpět) (dopravce TRANSCENTRUM bus).

## Pamětihodnosti
- Jihovýchodně od vesnice se nachází terénní pozůstatky hradu Malkov doloženého písemnými prameny v polovině čtrnáctého století.[15]
- Tvrz Velké Horky
- Kostel svatého Bartoloměje
- Socha Panny Marie Bolestné
- Socha svatého Jana Nepomuckého
- Socha svatého Vendelína, na křižovatce silnic na Bezno a Niměřice poblíž bývalého nádraží
- Fara